# Método clínico
El método clínico es el proceso o secuencia ordenada de acciones que los médicos han desarrollado para generar su conocimiento desde el comienzo de la era científica. Es el método científico aplicado a la práctica clínica; es el orden recorrido para estudiar y comprender el proceso de salud y de enfermedad de un sujeto en toda su integridad social, biológica y psicológica. 
Al aplicar el método clínico se está elaborando y construyendo el conocimiento médico. Conocimiento que tiene una connotación histórico-social, dado que el "proceso de conocer" depende del tiempo y el espacio de una sociedad. De esta manera, en el interior de cada sociedad se van desarrollando diversos saberes acerca de todos los aspectos que preocupan al hombre.

## Antecedentes
La especie humana crea cultura, esto es, formas de transformar e interpretar el mundo. De este modo los grupos humanos se organizan para sobrevivir y despliegan una serie de prácticas y representaciones (símbolos/sentidos/conceptos) acerca de realidades como la crianza, la alimentación, la convivencia, el cuidado de la salud, la enfermedad, el dolor, etc. Dentro de ellos, la enfermedad y la muerte son circunstancias que desde siempre representan para el hombre una incógnita, por lo que se han convertido en un objeto de estudio, separándolas de la salud. El sufrimiento del dolor impulsa una búsqueda de explicación para encontrar soluciones. 
Al irse enriqueciendo en su nivel intelectual, las sociedades producen nuevos conocimientos, que en el área de la salud, están constituidos por distintas prácticas y representaciones que pueden conformar distintos saberes o creencias; tales como la medicina mágica, popular, religiosa, etc.
De estos conocimientos interesa destacar dos tipos:
- Conocimiento popular: es el conocimiento cotidiano que se transmite de persona a persona por la palabra.
- Conocimiento pseudocientífico: es un conocimiento sistematizado, social y metódico, que no es el conocimiento científico propio de la ciencia médica sino un saber rudimentario.

El conocimiento científico propio de las ciencias médicas utiliza una forma de razonar para lo cual aplica un método, el método clínico. Este se ha ido sistematizando a través del tiempo como un orden – método para abordar la problemática de salud y de enfermedad de los individuos.
Al describir sus pasos, se debe imaginar una acción en movimiento donde "todo" se liga y cada parte del mismo se concatena con la otra, no pudiendo existir individualmente. 
Así objetivo, métodos y acciones se ligan unos a otros para arribar a la definición de los problemas establecidos a través de un diagnóstico, pronóstico y recomendaciones a efectuar a un paciente en un contexto determinado. El médico construye el conocimiento necesario para definir la situación, y entender el mecanismo del equilibrio de la salud así como el de su pérdida y planificar las acciones necesarias para el manejo de esta situación problemática.

## Análisis
El método clínico puede ser analizado, desde:
1. El objetivo: El diagnóstico, pronóstico y recomendaciones.
2. Las condiciones de realización: Contexto donde se aplica el método clínico. La consulta médica.
3. Acciones o procedimientos para llevar a cabo la metodología a aplicar.

Se sabe con certeza que esto es cierto, vamos a probar con el objetivo.

### Objetivo
El objetivo de estudiar y entender el proceso de salud y/o enfermedad de un paciente, inmerso en un problema que lo lleva a la consulta, implica arribar al diagnóstico médico (conocer), establecer un pronóstico (adelantarse en el tiempo) y ofrecer recomendaciones de tratamiento para resolver la situación. 
Diagnosticar es reconocer y es una actividad cognoscitiva del médico, que comienza tan pronto como se encuentra con el paciente. Ese diagnóstico debe ser abarcativo o integral. Lo orgánico-biológico es solo una parte de la integridad de la persona. Aplicar el modelo médico integral (holístico) es tener en cuenta los espacios del sujeto en lo biológico, psicológico y social. Es decir, al sujeto desde su percepción (cómo se piensa y se siente a sí mismo), dentro de su familia y la sociedad. 
Por lo tanto, cada exploración médica tiene figura y contenidos propios que le otorgan una singularidad. Esto está esbozado en la metáfora “no hay enfermedades sino enfermos”.
A partir del encuentro mismo, comienza una secuencia de conjeturar una hipótesis que permita explicar teóricamente la problemática planteada. Tratar de confirmar esa hipótesis mediante recursos exploratorios, sustituirla por otras y si la confirmación no se produce, proseguir hasta que el conocimiento de la situación permita corresponder a ese diagnóstico presuntivo de manera satisfactoria, con todos los datos obtenidos en la consulta.
Se produce un proceso espiralado de construcción de saberes, un ir y venir desde la teoría (hipótesis) a los hechos y de los hechos a la teoría, que resultará en la confirmación o descarte del diagnóstico presuntivo (contrastación). 
- Hecho: es el problema que sucede.
- Teoría: es la hipótesis “propuesta” del conocimiento.
- Ley: es la hipótesis “probada” del conocimiento mediante el método científico

La información obtenida genera un número de hipótesis las cuales son trabajadas, controladas y validadas a través de un orden y en condiciones determinadas. Debe existir una descripción de aspectos de la problemática planteada por el paciente en estudio y una explicación de su funcionamiento.
La observación desarrollada por el médico es permanente, "todo el tiempo", en su búsqueda de signos y síntomas claves (semiología), a lo cual se debe agregar la respuesta del paciente, y que en conjunto forman parte de la hipótesis que se establece (hipótesis del proceso salud-enfermedad-atención contextuado). 
Al definir un diagnóstico el médico está en condiciones, a través de su capacitación sumado a sus experiencias, de establecer las pautas evolutivas del cuadro: pronosticar y corregir.
La tarea diagnóstica cumple los dos requisitos que la etimología del término "diagnóstico" lleva consigo: conocer distinguiendo (diá como "entre") y conocer penetrando (diá como "a través de").

### Condiciones de realización
Las condiciones de realización son los contextos en los cuales se ejecuta la práctica médica. El paciente contextuado es el individuo inserto en el espacio socio-político-cultural, dónde juegan las características económicas, sociales, culturales y biológicas generales, y particulares del medio, más las características socioeconómicas y genético-biológicas singulares de la persona.
Esta dimensión afecta todos los procesos que desarrolla la práctica médica: escenarios de la consulta, lenguaje, cultura, sistema de atención, recursos sanitarios, condiciones sociales y de vida del paciente, etc. Esta dimensión opera sobre las posibilidades de selección, utilización y aplicación de las técnicas y la concreción de las recomendaciones ya sea por recursos de los servicios de salud o de los sujetos.
El contexto de la entrevista médico-paciente se da en la instancia de la consulta médica. Esto habitualmente se desarrolla en un consultorio, pero puede ocurrir en el hospital durante una internación, en el hogar en la visita domiciliaria, aula, espacio comunitario, geriátrico, etc. En otras palabras: es el lugar dónde se aplica el método clínico.
Cuando se inicia una consulta médica se establece una relación de comunicación entre el médico y el paciente, conocida como relación médico-paciente. Cada encuentro con cada paciente es un momento de singularidad. En esta instancia, el médico es un observador-escucha del lenguaje verbal y paraverbal del paciente. Ambos buscan una meta y se produce una negociación a través de este vínculo en pos de lograr decisiones que llevarán a la búsqueda de solucionar los problemas que aquejan al que consulta.
La actitud médica pretende ser de conocimiento, sentimiento y operación, para poder construir un diagnóstico integral. “Mirar" en forma envolvente e interesada, y con un distanciamiento mental respecto de la “cosa” mirada con neutralidad y sin prejuicios y con la atención perceptiva y distintiva, que darán al observador la perfección deseada en su accionar. 
La consulta médica puede ser abordada desde múltiples perspectivas.
- lo relacional, en cuanto al encuentro de dos individuos, sujeto médico y sujeto paciente;
- lo intercultural, por las pertenencias socioculturales del médico y el paciente;
- lo comunicacional, que implica la interacción entre emisor y receptor a través de mensajes;
- lo emocional es un aspecto que ínterjuega con lo psicológico y lo social y lo ético.

### Acciones o procedimientos a aplicar
Es la operatoria de este proceso de obtención de conocimientos a través de métodos y técnicas seleccionadas (habilidades). 
A través de su aplicación se recogen datos subjetivos y objetivos. El instrumento utilizado para el registro de los datos es la historia clínica. 
Incluye un conjunto de procedimientos tales como el interrogatorio, el examen físico y la evaluación de los estudios complementarios. 
- La anamnesis implica dialogar con el paciente, teniendo en cuenta su lenguaje, discurso y cultura, para que el médico recopile información sobre su estado de salud. En este acto se aplican diferentes técnicas de comunicación: entrevistas estructuradas, con acuerdo de las partes en las características del encuentro; semiestructuradas, donde hay algunas pautas establecidas y otras libres; y la entrevista libre sin definiciones previas.

- El examen físico incluye la inspección, la palpación en búsqueda de formas, tamaños, bordes, límites y movimientos, la auscultación en búsqueda de sonidos y ruidos y la percusión, induciéndolos para luego interpretarlos, en el orden adecuado al signo buscado.

- Las exploraciones complementarias comprenden los datos de exámenes de laboratorio, diagnóstico por imágenes y técnicas especiales, los cuales son evaluados e integrados a la información precedente.

## Resumen
El método clínico es un orden de trabajo elaborado por el médico dentro de la instancia de la consulta médica, a través del desarrollo de una relación médico-paciente, con una herramienta de registro, la historia clínica, con el objetivo de llegar a un diagnóstico médico integral del proceso de salud-enfermedad de un individuo.
El médico con capacidad de manejo del método clínico es el que está más cerca de la médula de la profesión. Desde Hipócrates no se describe otro espacio para el médico que tenga esta dimensión y protagonismo. 
Se debe considerar también la ética en el comportamiento, en las conductas morales en los contactos con el paciente, tanto en los límites como en el profesionalismo, que antiguamente se aprendía de los mayores y que hoy necesita también de actualización. La sociedad moderna impone cada vez más cuidado en controlar estos aspectos que sorprendentemente no son considerados con la seriedad que merecen. En ese sentido debe fortalecerse la docencia de las ciencias y artes semiológicas.